# Gustav Dodillet
Gustav Dodillet (* 24. Juni 1820 auf Gut Angerburg; † 9. Februar 1894 auf Gut Sarken, Kreis Lyck) war ein deutscher Verwaltungsjurist und Richter in Ostpreußen. Er saß 1888–1893 im Reichstag.

## Leben
Dodillet besuchte die Friedrichsschule Gumbinnen und studierte an der Albertus-Universität Königsberg Rechtswissenschaft. Im Wintersemester 1839/40 wurde er mit Wilhelm von Saltzwedel im Corps Masovia aktiv. Er bestand das Examen als Regierungsreferendar in Gumbinnen und 1846 das Staatsexamen in Berlin. Er wurde zur Bekämpfung des Notstandes in Gumbinnen als Assessor beschäftigt und im Oktober 1847 Preußens Generalkommission für die Provinz Schlesien in Breslau überwiesen. Von September 1848 bis Januar 1852 verwaltete er das Landratsamt des Kreises Pillkallen. Danach war er Landrat im Kreis Insterburg (bis 1. Februar 1871) und Regierungsrat in Gumbinnen. Seit dem 1. Oktober 1873 war er Oberregierungsrat und Dirigent der Kirchen- und Schulabteilung. Mit Errichtung des Verwaltungsgerichts Gumbinnen war er dessen Vorsitzender bis 1878. Außerdem war er von 1867 bis 1869 Mitglied des Preußischen Abgeordnetenhauses für den Kreis Insterburg-Gumbinnen. Am 19. Januar 1869 wurde sein Abgeordnetenmandat für ungültig erklärt. Als sein Corpsbruder Otto Saro 1888 gestorben war, wurde Dodillet durch eine Ersatzwahl in den Reichstag (Deutsches Kaiserreich) gewählt. Für die Deutschkonservative Partei vertrat er von November 1888 bis 1893 den Reichstagswahlkreis Regierungsbezirk Gumbinnen 3.